# Симферопольская мужская гимназия Свищева
Симферопольская мужская гимназия Свищева, Частная гимназия Свищева — среднее частное учебное заведение в Симферополе Таврической губернии Российской империи.

## История

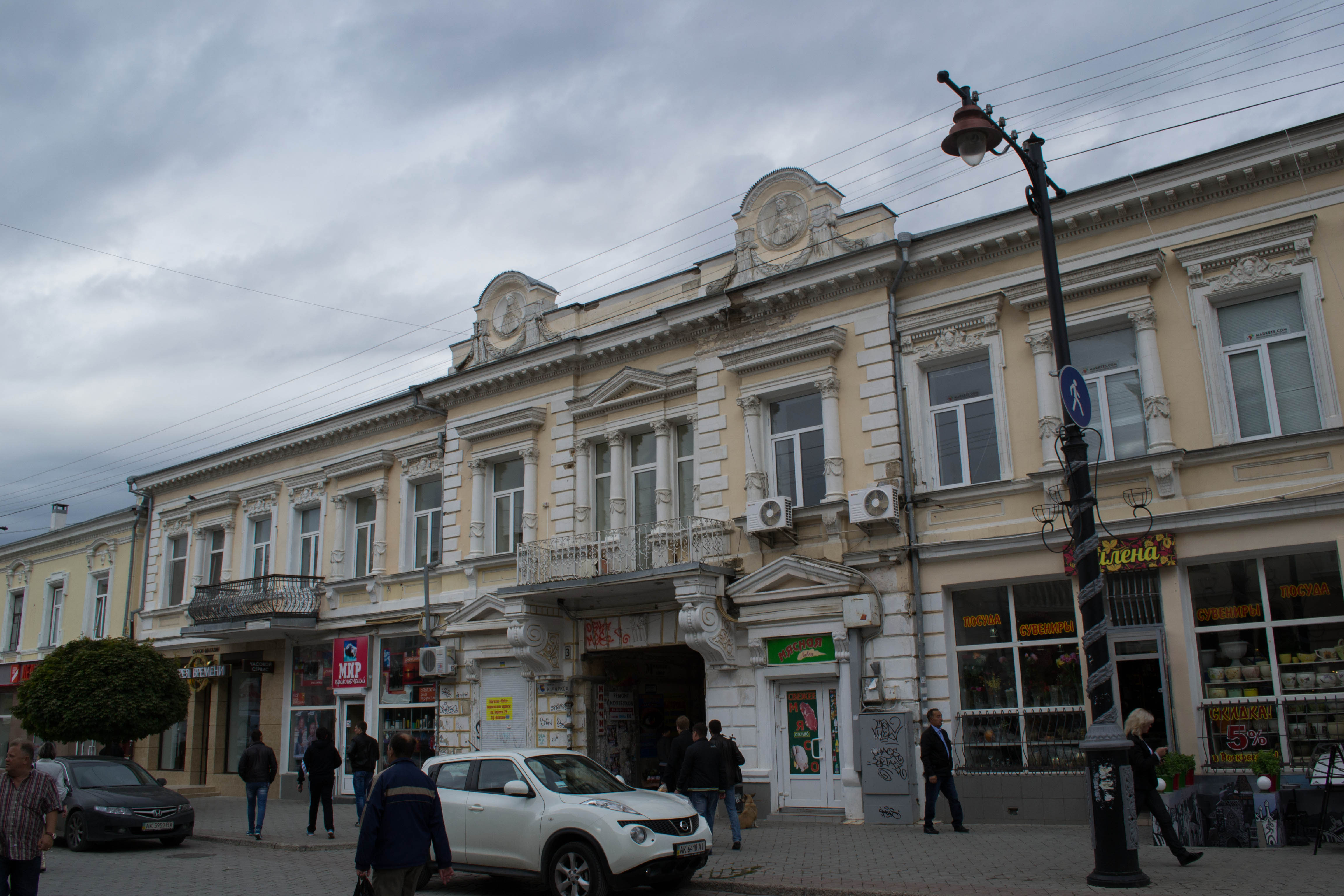
Доходный дом Я. А. Хаджи — первое здание гимназии

Несмотря на наличие в Симферополе Симферопольской мужской казённой гимназии (1812) и вновь открытой Симферопольской мужской гимназии Волошенко (1904) число мест в них всегда было существенно меньше числа желающих.
Евгений Иванович Свищев на основании разрешения Министерства народного просвещения № 26412 от 19 ноября 1907 года открыл частную мужскую прогимназию с правами для обучающихся. Деятельность она начала 7 января 1908 года в составе первого и второго классов. Арендовалась площадь в Симферополе на ул. Екатерининской (ул. Карла Маркса) в доходном доме Я. А. Хаджи. В сентябре 1908 года открылся третий класс, через год четвёртый. Для обучающихся был открыт пансион, воспитанникам выдавалась форма, учебники, осуществлялось питание. Плата за пансион в год составляла 450 рублей. На основании разрешения Министерства народного просвещения № 4583 от 31 января 1913 года учреждение было реорганизовано в частную гимназию с правами для обучающихся. За 7 лет работы гимназии с появлением следующих классов количество обучающихся увеличилось от 32 до 229. Программа обучения соответствовала принятой в Симферопольской казенной мужской гимназии. К преподаванию по совместительству привлекались учителя из казенных образовательных учреждений. Количество учителей составляло 17 человек.
После реорганизации гимназию планировалось перевести в другой город в специально построенное здание, однако гимназия осталась в Симферополе, переехав в арендованный у Городского кредитного общества дом с арендой за 6000 рублей в год на улице Дворянская № 12 (ныне ул. Горького). В 1915 году гимназии были предоставлены полные права, срок обучения составлял 8 классов, а Е. И. Свищев был назначен исполняющим обязанности директора.
В 1914—1915 году плата за обучения составляла 120 и 180 рублей соответственно за подготовительный и основной класс. Годовой бюджет — 29500 рублей. Обучающихся всего 229 человек.
В 1915 году успешно сдали выпускные экзамены и получили документы об образовании 11 выпускников. В 1918 году в связи с многочисленными обращениями при гимназии были открыты общеобразовательные курсы для взрослых, о чём свидетельствует дело «об общеобразовательных вечерних курсах для взрослых при гимназии». Гимназия прекратила свою деятельность в 1920 году.
История крымских гимназий завершилась 27 ноября 1920 года, когда Крымревком издал приказ № 57 о перестройке работы учебных заведений Крыма. При советской власти гимназия была реорганизована в Третью семилетнюю трудовую школу второй ступени Симферополя.

## Педагогический процесс
Обучение шло по программам казённых классических гимназий. Заведующий прогимназии, учредитель, надворный советник Е. И. Свищев преподавал географию. Е. И. Свищев был ученым-археологом и уделял большое значение экскурсиям. Был разработан устав «Общество образовательных экскурсий», который был утвержден Попечителем Одесского учебного округа.
Уделялось внимание развитию способностей гимназистов, после уроков проводились занятия по пению, музыке и танцам. Был создан духовой оркестр, состоящий из 18 обучающихся и церковный хор из 22 учеников. Проводилось физическое воспитание обучающихся. Уроков гимнастики вёл офицер Козинцев, использовавший военно-сокольскую систему. 28 июля 1911 года император Николай II, посетив учебное заведение, отметил отличные результаты обучения военному строю и гимнастике.